# Kate Ziegler
Kate Marie Ziegler (ur. 27 czerwca 1988) – amerykańska pływaczka specjalizująca się w stylu dowolnym, czterokrotna mistrzyni świata na basenie 50-metrowym i była rekordzistka świata.

## Sukcesy

### Mistrzostwa świata(basen 50 m)
- 2005 Montreal:  (800 m stylem dowolnym)
- 2005 Montreal:  (1500 m stylem dowolnym)
- 2007 Melbourne:  (800 m stylem dowolnym)
- 2007 Melbourne:  (1500 m stylem dowolnym)

### Mistrzostwa świata(basen 25 m)
- 2004 Indianapolis:  (800 m stylem dowolnym)
- 2006 Szanghaj:  (400 m stylem dowolnym)
- 2006 Szanghaj:  (800 m stylem dowolnym)
- 2006 Szanghaj:  (4 z 100 m stylem dowolnym)
- 2010 Dubaj:  (800 m stylem dowolnym)

## Rekordy świata
| Data                 | Miejsce       | Basen      | Konkurencja            | Rezultat     | Status                             |
| -------------------- | ------------- | ---------- | ---------------------- | ------------ | ---------------------------------- |
| 17 czerwca 2007      | Mission Viejo | 50-metrowy | 1500 m stylem dowolnym | 15:42,54 min | do 30 lipca 2013 Katie Ledecky     |
| 12 października 2007 | Essen         | 25-metrowy | 1500 m stylem dowolnym | 15:32,90 min | do 29 listopada 2009 Lotte Friis   |
| 12 października 2007 | Essen         | 25-metrowy | 800 m stylem dowolnym  | 8:09,68 min  | do 14 października 2007            |
| 14 października 2007 | Essen         | 25-metrowy | 800 m stylem dowolnym  | 8:08,00 min  | do 12 grudnia 2008 Alessia Filippi |